# Карас (глиняный сосуд)

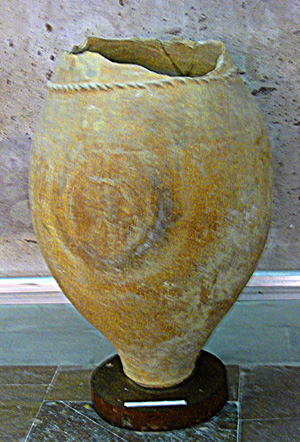
Карас из урартского города Аргиштихинили

Карас (арм. Կարաս) — крупный глиняный сосуд эллипсовидной формы (обычно объёмом от 400 до 1000 литров), используемый в Армении для изготовления и хранения вина. Технология виноделия с использованием карасов, вероятно, распространилась в Закавказье, особенно в Армению и Грузию, из древнего государства Урарту. Карасы вкапывались в землю на 80—90 % высоты, что способствовало хорошей сохранности вина. В Грузии подобные глиняные ёмкости получили название квеври.